# Shenandoah (Band)
Shenandoah ist eine aus Muscle Shoals, Alabama stammende Countrymusik-Formation.

## Geschichte
Anfang der achtziger Jahre fanden sich in Muscle Shoals, Alabama, die Musiker Jim Seales, Stan Thorn und Mike McGuire zusammen. Alle drei stammen aus südlichen Bundesstaaten der USA und verfügten über Erfahrungen in anderen Gruppen. 1985 wurden sie Hausband des MCM-Clubs und nannten sich entsprechend MGM Band. Verstärkt wurden sie durch den Sänger Marty Raybon und den Bassisten Ralph Ezell. Eines Tages luden sie den befreundeten Songwriter Robert Byrne zu einer Vorstellung ein. Dieser war beeindruckt und brachte sie mit Rick Hall, dem Chef der bekannten FAME Studios, zusammen. Er produzierte ein Demo-Band mit sieben Songs, das schließlich zu einem Schallplattenvertrag mit dem Columbia-Label führte.
Zunächst wurde von der Schallplattenfirma der Gruppenname in Shenandoah geändert. 1987 erschien ihr Debüt-Album gleichen Namens, das hauptsächlich aus den sieben Songs des Demo-Bands bestand. Einige ausgekoppelte Singles erreichten mittlere Plätze der Country-Top-100. Ihre erste Top-10-Platzierung schafften sie ein Jahr später mit Mama Knows, das dem zweiten Album, The Road Not Taken, entnommen wurde. 1989 gelangen ihnen drei Nummer-1-Hits: Church On Cumberland Road, Sunday In The South und Two Dozen Roses.
Auch die nächsten Singles waren erfolgreich. 1990 wurden sie von der Academy of Country Music als „Gruppe des Jahres“ ausgezeichnet. Ein Jahr später kam es zu Rechtsstreitigkeiten wegen des Namens „Shenandoah“, der von mehreren anderen Bands beansprucht wurde. Die Prozesse brachten sie an den Rand des Ruins, da sie gleichzeitig ihren Schallplattenvertrag verloren, konnten letztendlich aber gewonnen werden. Doch ihre bodenständige Country-Musik, die sich wohltuend vom Mainstream ihrer Konkurrenten unterschied, war weiterhin gefragt, und so konnte man bereits 1992 beim RCA Label weitermachen.
Aus ihrem ersten Album für die neue Plattenfirma, Long Time Comin’, wurden zwei Top-20-Singles ausgekoppelt. 1994 gelang mit If Bubba Can Dance (I Can Too) ein weiterer Nummer-1-Hit. Im gleichen Jahr wechselte die Band zum Liberty Label. Obwohl es einige Anfangserfolge gab, ließen die Verkaufszahlen bald nach. Eine gemeinsame Produktion mit Alison Krauss brachte 1996 einen CMA Award und einen Grammy ein. Wenig später verließ der Leadsänger Marty Raybon Shenandoah.
Marty Raybon gründete gemeinsam mit seinem Bruder Tim ein Country-Duo mit dem naheliegenden Namen Raybon Brothers. Mit ihrer Single Butterfly Kisses erreichten sie 1997 Platz 22 der Country Charts, ein weiterer Erfolg war ihnen jedoch nicht beschieden, so dass sich Marty wieder um seine Solo-Karriere kümmerte. Neben der für Shenandoah typischen Mischung aus New Traditionalist und Rockabilly beherrschte er auch das Bluegrass-Fach und machte sich bald einen Namen in der Christian Country-Szene. Seit seiner Trennung von Shenandoah veröffentlichte er drei Alben, die bei Kritikern höchste Anerkennung fanden.
Die verbleibenden Bandmitglieder engagierten währenddessen Brent Lamb als Lead Singer und Gitarrist Rocky Thacker für Neuaufnahmen. Brent, der aus der christlichen Musikszene stammt, hatte Mitte der 1990er Jahre mit No Excuses, No Regrets schon einmal ein chartrelevantes Country-Album aufgenommen und arbeitete immer wieder mit verschiedenen Countrygruppen zusammen. Für eine kleinere Plattenfirma produzierten sie das Album Shenandoah 2000, das überwiegen Country-Pop-Balladen enthielt. Die Single What Children Believe erreichte eine Chart-Notierung. 2002 kehrte Gitarrist Ralph Ezell zurück und mit Curtis Wright wurde ein neuer Lead Singer verpflichtet.
Curtis Wright, der ebenfalls Anfang der 90er Jahre eine Solokarriere versucht hatte, schrieb früher für Shenandoah die Hits Next to You, Next to Me und Rock My Baby und war als Background-Sänger u. a. für Vern Gosdin tätig. Die Band tourte quer durch die Staaten und veröffentlichte 2006 das Studioalbum Journeys
Am 30. November 2007 verstarb Bassist Ralph Ezell 54-jährig infolge eines Herzinfarkts in South Dakota.

## Diskografie

### Studioalben
| Jahr | Titel                                | Höchstplatzierung, Gesamtwochen, AuszeichnungChartplatzierungen (Jahr, Titel, Platzierungen, Wochen, Auszeichnungen, Anmerkungen) | Höchstplatzierung, Gesamtwochen, AuszeichnungChartplatzierungen (Jahr, Titel, Platzierungen, Wochen, Auszeichnungen, Anmerkungen) | Anmerkungen                             |
| Jahr | Titel                                | US | Country | Anmerkungen                             |
| ---- | ------------------------------------ | --- | --- | --------------------------------------- |
| 1987 | Shenandoah Columbia                  | — | — | Erstveröffentlichung: September 1987    |
| 1989 | The Road not Taken Columbia          | US— GoldUS | Country6 (138 Wo.)Country | Erstveröffentlichung: 31. Januar 1989   |
| 1990 | Extra Mile Columbia                  | US186 Gold · (4 Wo.)US | Country11 (84 Wo.)Country | Erstveröffentlichung: 2. Mai 1990       |
| 1992 | Long Time Comin’ RCA                 | — | Country34 (24 Wo.)Country | Erstveröffentlichung: 12. Mai 1992      |
| 1993 | Under the Kudzu RCA                  | — | Country38 (53 Wo.)Country | Erstveröffentlichung: 27. Juli 1993     |
| 1994 | In the Vicinity of the Heart Liberty | US182 (4 Wo.)US | Country31 (30 Wo.)Country | Erstveröffentlichung: 15. November 1994 |

Weitere Studioalben
- 1996: Shenandoah Christmas
- 2000: Shenandoah 2000
- 2006: Journeys
- 2014: Christmas Comes Alive (EP)
- 2016: Good News Travels Fast
- 2018: Reloaded
- 2020: Every Road

### Kompilationen
| Jahr | Titel Musiklabel       | Höchstplatzierung, Gesamtwochen, AuszeichnungChartplatzierungen (Jahr, Titel, Musiklabel, Platzierungen, Wochen, Auszeichnungen, Anmerkungen) | Höchstplatzierung, Gesamtwochen, AuszeichnungChartplatzierungen (Jahr, Titel, Musiklabel, Platzierungen, Wochen, Auszeichnungen, Anmerkungen) | Anmerkungen                         |
| Jahr | Titel Musiklabel       | US | Country | Anmerkungen                         |
| ---- | ---------------------- | --- | --- | ----------------------------------- |
| 1992 | Greatest Hits Columbia | — | Country43 (24 Wo.)Country | Erstveröffentlichung: 31. März 1992 |
| 1994 | Super Hits Columbia    | US— GoldUS | Country65 (2 Wo.)Country | Erstveröffentlichung: 31. Mai 1994  |
| 1996 | Now and Then Columbia  | — | Country54 (7 Wo.)Country |                                     |

Weitere Kompilationen
- 1995: The Best of Shenandoah
- 1999: 15 Favorites
- 2002: Certified Hits
- 2003: All American Country

### Singles
| Jahr | Titel Album                                                         | Höchstplatzierung, Gesamtwochen, AuszeichnungChartplatzierungen (Jahr, Titel, Album, Platzierungen, Wochen, Auszeichnungen, Anmerkungen) | Höchstplatzierung, Gesamtwochen, AuszeichnungChartplatzierungen (Jahr, Titel, Album, Platzierungen, Wochen, Auszeichnungen, Anmerkungen) | Anmerkungen                                               |
| Jahr | Titel Album                                                         | US | Country | Anmerkungen                                               |
| ---- | ------------------------------------------------------------------- | --- | --- | --------------------------------------------------------- |
| 1987 | They Don’t Make Love Like We Used To Shenandoah                     | — | Country54 (7 Wo.)Country | Erstveröffentlichung: Mai 1987                            |
| 1987 | Stop the Rain Shenandoah                                            | — | Country28 (18 Wo.)Country | Erstveröffentlichung: 12. Dezember 1987                   |
| 1988 | She Doesn’t Cry Anymore Shenandoah                                  | — | Country9 (24 Wo.)Country | Erstveröffentlichung: März 1988                           |
| 1988 | Mama Knows The Road Not Taken                                       | — | Country5 (21 Wo.)Country | Erstveröffentlichung: August 1988                         |
| 1989 | The Church on Cumberland Road The Road Not Taken                    | — | Country1 (21 Wo.)Country | Erstveröffentlichung: Januar 1989                         |
| 1989 | Sunday in the South The Road Not Taken                              | — | Country1 (24 Wo.)Country | Erstveröffentlichung: Mai 1989                            |
| 1989 | Two Dozen Roses The Road Not Taken                                  | US— ×2DoppelplatinUS | Country1 (26 Wo.)Country | Erstveröffentlichung: August 1989                         |
| 1990 | See If I Care The Road Not Taken                                    | — | Country6 (26 Wo.)Country | Erstveröffentlichung: Januar 1990                         |
| 1990 | Next to You, Next to Me Extra Mile                                  | — | Country1 (21 Wo.)Country | Erstveröffentlichung: Juni 1990                           |
| 1990 | Ghost in This House Extra Mile                                      | — | Country5 (20 Wo.)Country | Erstveröffentlichung: 20. September 1990                  |
| 1991 | I Got You Extra Mile                                                | — | Country7 (20 Wo.)Country | Erstveröffentlichung: Januar 1991                         |
| 1991 | The Moon Over Georgia Extra Mile                                    | — | Country9 (20 Wo.)Country | Erstveröffentlichung: April 1991                          |
| 1991 | When You Were Mine Extra Mile                                       | — | Country38 (11 Wo.)Country | Erstveröffentlichung: August 1991                         |
| 1992 | Rock My Baby Long Time Comin’                                       | — | Country2 (20 Wo.)Country | Erstveröffentlichung: 23. März 1992                       |
| 1992 | Hey Mister (I Need This Job) Long Time Comin’                       | — | Country28 (18 Wo.)Country | Erstveröffentlichung: 8. August 1992                      |
| 1992 | Leavin’s Been a Long Time Comin’ Long Time Comin’                   | — | Country15 (20 Wo.)Country | Erstveröffentlichung: 16. November 1992                   |
| 1993 | Janie Baker’s Love Slave Under the Kudzu                            | — | Country15 (20 Wo.)Country | Erstveröffentlichung: 24. Mai 1993                        |
| 1993 | I Want to Be Loved Like That Under the Kudzu                        | — | Country3 (20 Wo.)Country | Erstveröffentlichung: 27. September 1993                  |
| 1994 | If Bubba Can Dance (I Can Too) Under the Kudzu                      | — | Country1 (20 Wo.)Country | Erstveröffentlichung: 7. Februar 1994                     |
| 1994 | I’ll Go Down Loving You Under the Kudzu                             | — | Country46 (11 Wo.)Country | Erstveröffentlichung: Juni 1994                           |
| 1994 | Somewhere in the Vicinity of the Heart In the Vicinity of the Heart | — | Country7 (20 Wo.)Country | Erstveröffentlichung: 21. November 1994 mit Alison Krauss |
| 1995 | Darned If I Don’t (Danged If I Do) In the Vicinity of the Heart     | — | Country4 (20 Wo.)Country | Erstveröffentlichung: 10. April 1995                      |
| 1995 | Heaven Bound (I’m Ready) In the Vicinity of the Heart               | — | Country24 (20 Wo.)Country | Erstveröffentlichung: 5. August 1995                      |
| 1996 | Always Have, Always Will In the Vicinity of the Heart               | — | Country40 (20 Wo.)Country | Erstveröffentlichung: Januar 1996                         |
| 1996 | All Over But the Shoutin’ Now and Then                              | — | Country43 (12 Wo.)Country |                                                           |
| 2000 | What Children Believe Shenandoah 2000                               | — | Country65 (1 Wo.)Country |                                                           |

Weitere Singles
- 1996: Deeper Than That
- 2000: The Booger Song
- 2001: Building a Home
- 2017: Noise